# 재단법인
재단법인(財團法人, Foundation)은 사단법인이 사람에 의해 구성된 것과 달리 일정한 목적에 바쳐진 재산에 의해 구성된 법인을 말한다. 설립자가 생전에 재산을 내놓는 경우 그 재산은 법인이 만들어짐과 동시에 법인의 것이 된다. 설립자가 유언에 따라 재산을 내놓아 재단법인을 설립하면 유언의 효력이 발생함과 동시에 재산은 법인의 것이 된다.(민법 48조)
재산이 법인의 본체(本體)인 점에서 사람의 집단을 본체로 하는 사단법인과 다르다(제32조). 사단법인은 영리 사단법인과 비영리 사단법인이 있으나, 재단법인은 모두 비영리 재단법인이다. (민법 제32조) 재단법인을 설립하는 데에는 법인의 구성원이 아닌 설립자가 재단의 근본규칙인 정관에 의하여 법인의 조직을 정하고 주무관청의 허가를 얻어야 한다. 법인설립자(재산을 출연한 기부자)의 의사에 의하여 정관에 정해진 대로 운영, 활동하며 의사결정기관을 별도로 갖지 않는다. 즉 재단법인에는 사원은 없으며 따라서 사원총회도 없다. 법인의 운영은 이사가 업무를 집행하고 감사(監事)가 이것을 감독한다.정관은 변경할 수가 없으므로 정관에 의하여 표시된 설립자의 의사는 영구히 법인을 구속하게 된다.
재단법인을 보통 "비영리재단" 또는 "재단"이라고 부른다. 학교법인, 의료법인 등이 대표적인 재단법인의 예이다.

## 관련 법령

### 민법
- 제32조 (비영리법인의 설립과 허가) 학술, 종교, 자선, 기예, 사교 기타 영리 아닌 사업을 목적으로 하는 사단 또는 재단은 주무관청의 허가를 얻어 이를 법인으로 할 수 있다.
- 제40조 (사단법인의 정관) 사단법인의 설립자는 다음 각호의 사항을 기재한 정관을 작성하여 기명날인하여야 한다.
  1. 목적
  2. 명칭
  3. 사무소의 소재지
  4. 자산에 관한 규정
  5. 이사의 임면에 관한 규정
  6. 사원자격의 득실에 관한 규정
  7. 존립시기나 해산사유를 정하는 때에는 그 시기 또는 사유

- 제41조 (이사의 대표권에 대한 제한) 이사의 대표권에 대한 제한은 이를 정관에 기재하지 아니하면 그 효력이 없다.
- 제43조 (재단법인의 정관) 재단법인의 설립자는 일정한 재산을 출연하고 제40조제1호 내지 제5호의 사항을 기재한 정관을 작성하여 기명날인하여야 한다.
- 제44조 (재단법인의 정관의 보충) 재단법인의 설립자가 그 명칭, 사무소 소재지 또는 이사임면의 방법을 정하지 아니하고 사망한 때에는 이해관계인 또는 검사의 청구에 의하여 법원이 이를 정한다.
- 제45조 (재단법인의 정관변경)
  1. 재단법인의 정관은 그 변경방법을 정관에 정한 때에 한하여 변경할 수 있다.
  2. 재단법인의 목적달성 또는 그 재산의 보전을 위하여 적당한 때에는 전항의 규정에 불구하고 명칭 또는 사무소의 소재지를 변경할 수 있다.
  3. 제42조제2항의 규정은 전2항의 경우에 준용한다.

- 제46조 (재단법인의 목적 기타의 변경) 재단법인의 목적을 달성할 수 없는 때에는 설립자나 이사는 주무관청의 허가를 얻어 설립의 취지를 참작하여 그 목적 기타 정관의 규정을 변경할 수 있다.

### 공익법인의설립·운영에관한법률
법인의 설립·운영등에 관한 민법의 규정을 보완함으로써 법인으로 하여금 그 공익성을 유지하며 건전한 활동을 할 수 있도록 하게 함을 목적으로 1975년 12월 31일에 제정되었다.

## 판례
- 재단법인의 대표자가 그 법인의 채무를 부담하는 계약을 함에 있어서 이사회의 결의를 거쳐 노회와 설립자의 승인을 얻고 주무관청의 인가를 받도록 정관에 규정되어 있다면 그와 같은 규정은 법인대표권의 제한에 관한 규정으로서 이러한 제한은 등기하지 아니하면 제3자에게 대항할 수 없다[3]
- 재단법인의 설립함에 있어서 출연재산은 그 법인이 성립된 때로부터 법인에 귀속된다는 민법 제48조의 규정은 출연자와 법인과의 관계를 상대적으로 결정하는 기준에 불과하여 출연재산이 부동산인 경우에도 출연자와 법인 사이에는 법인의 성립 외에 등기를 필요로 하는 것은 아니지만, 제3자에 대한 관계에 있어서, 출연행위는 법률행위이므로 출연재산의 법인에의 귀속에는 부동산의 권리에 관한 것일 경우 등기를 필요로 한다[4].

## 설립행위
설립행위(設立行爲)란 일정한 비영리의 목적을 위하여 재산을 무상으로 출연(出捐)하고, 그 재산의 관리·운용에 관한 근본규칙을 정하여 재단법인을 설립하는 행위를 말한다. 재단법인의 설립행위는 생전행위(生前行爲)로나 유언(遺言)으로도 할 수가 있는데 유언으로 할 때에는 유언의 방식에 따라야 한다. 이 행위는 상대방이 없는 단독행위이므로 증여(契約) 또는 유증(遺贈) 과는 성질이 다르다. 그러나 무상으로 재산을 제공하는 점에서 증여나 유증과 비슷하므로 생전행위로써 재단법인의 설립행위를 할 때에는 증여의 규정을 준용하고(47조 1항), 유언으로 설립행위를 할 때에는 유증의 규정을 준용한다(47조 2항). 재단법인의 정관은 사단법인의 정관과 같이 목적·사무소의 소재지·자산에 관한 규정 및 이사의 임면(任免)에 관한 규정을 기재하여 기명날인해야 한다(43조). 위의 사항 이외의 규정을 두어도 좋은 것은 사단법인의 정관에서와 마찬가지이다. 상기한 필요적 기재사항은 사원에 관한 규정, 존립시기나 해산사유를 정한 때의 시기 또는 사유의 규정을 제외한 외에는 사단법인의 정관의 경우와 동일하다(43조). 다만 그 보충을 인정한 점이 사단법인의 정관과 다르다(44조).

## 미국
미국에는 가족들이 운영하는 비영리재단이 많다.
- 가족형 재단의 장점
  - 상속세와 증여세를 내지 않을 수 있다.
  - 자손이나 친척들에게 일자리를 만들어 줄 수 있다.
  - 가족과 친척이 뜻있는 일을 함께 함으로써 행복함을 느낀다.
- 미국의 등록된 재단법인 수
  - 1987년: 25,094 개
  - 2005년: 63,059 개
    - 90%가 가족형 재단이다.
    - 상근직원을 한 명 이상 둔 큰 재단은 3천여 개뿐이며, 나머지 약 6만 개의 재단은 모두 비상근 직원만 있다.

최근 미국에서 크게 언론에 보도된 초대형 재단으로, 세계 최대의 부자인 마이크로소프트의 빌 게이츠가 세운 "빌 앤 멜린다 게이츠 재단(Bill ＆ Melinda Gates Foundation)"이 있다.

## 참고 자료
- 헬무트안하이어 외 (2002년 6월 24일).  재단연구회 역, 편집. 《재단이란 무엇인가 (세계의 재단과 민간기부) Private funds, public purpose》. 아르케. 432쪽. ISBN 89-88791-76-2. 2005년 5월 5일에 원본 문서에서 보존된 문서. 2007년 8월 30일에 확인함.

## 같이 보기
- 위키미디어 재단
- 모질라 재단
- 아파치 소프트웨어 재단
- 자유 소프트웨어 재단